# Palloptera venusta
Palloptera venusta är en tvåvingeart som beskrevs av Friedrich Hermann Loew 1858. Palloptera venusta ingår i släktet Palloptera och familjen prickflugor. Inga underarter finns listade i Catalogue of Life.